# San Salvador (Salvador)
San Salvador Salvador fővárosa és egyben legnépesebb városa.

## Földrajza
Az ország belsejét kitöltő széles fennsík, a Meseta Central középső részén fekszik egy hegyektől övezett medencében, a Río Acelhuate völgyében. Északnyugaton a San Salvador-vulkán kettős kúpja, az 1959 méter magas, kihűlt El Picacho és a szunnyadó, de még aktív, 1893 méter magasságú El Boquero magasodik a város fölé, míg dél felől valamivel alacsonyabb erdős hegyek határolják, és régi vulkánok maradványai zárják el a Csendes-óceántól. Keleten és északon termékeny medence határolja.

### Éghajlat
San Salvador éghajlata trópusi, melyet a tengerszint feletti magassága és a Csendes-óceán közelsége enyhít. Évi átlagos középhőmérséklete 22,8 °C, melytől a legmelegebb hónap, az április 24,2 °C-os átlaghőmérséklete és a leghűvösebb december hónap a 22 °C-os középhőmérséklete alig tér el.
A hőmérséklet napi ingadozása nagyobb, általában 8-14 °C között mozog. A meleg nappalokat kellemesen hűvös éjszakák követik. A bőséges, átlag 1775 milliméter csapadéknak nagy része a májustól októberig tartó időszakban hullik le.
| Hónap                                                           | Jan. | Feb. | Már. | Ápr. | Máj. | Jún. | Júl. | Aug. | Szep. | Okt. | Nov. | Dec. | Év   |
| --------------------------------------------------------------- | ---- | ---- | ---- | ---- | ---- | ---- | ---- | ---- | ----- | ---- | ---- | ---- | ---- |
| Rekord max. hőmérséklet (°C)                                    | 38,3 | 39,4 | 40,6 | 40,0 | 39,4 | 36,7 | 36,7 | 36,7 | 37,2  | 38,3 | 38,9 | 38,3 | 40,6 |
| Átlagos max. hőmérséklet (°C)                                   | 30,3 | 30,1 | 32,0 | 32,2 | 30,8 | 29,5 | 30,1 | 30,0 | 29,0  | 29,1 | 28,0 | 28,6 | 30,0 |
| Átlaghőmérséklet (°C)                                           | 22,2 | 22,8 | 23,8 | 24,5 | 24,2 | 23,3 | 23,3 | 23,2 | 22,8  | 22,8 | 22,4 | 22,0 | 23,1 |
| Átlagos min. hőmérséklet (°C)                                   | 15,9 | 16,8 | 17,7 | 19,0 | 20,0 | 19,6 | 19,1 | 19,3 | 19,4  | 18,0 | 17,9 | 15,1 | 18,2 |
| Rekord min. hőmérséklet (°C)                                    | 7,2  | 9,4  | 7,2  | 12,2 | 14,4 | 13,3 | 14,4 | 15,6 | 11,7  | 12,2 | 9,4  | 8,3  | 7,2  |
| Átl. csapadékmennyiség (mm)                                     | 5    | 2    | 9    | 36   | 152  | 292  | 316  | 311  | 348   | 217  | 36   | 10   | 1734 |
| Havi napsütéses órák száma                                      | 301  | 277  | 294  | 243  | 220  | 174  | 239  | 257  | 180   | 211  | 267  | 294  | 2957 |
| Forrás: Meteorológiai Világszervezet, Dán Meteorológiai Intézet |      |      |      |      |      |      |      |      |       |      |      |      |      |

## Történelem
Salvador partvidékén 1522-ben jelentek meg a spanyol hódítók. Az első expedíciót két évvel később, 1524-ben két testvér, Pedro és Diego de Alvarado vezetésével nyomultak be a szárazföld belsejébe. Leverték a legerősebb törzset, a pipil indiánokat, s azok Cuscatlán nevű fővárosa közelében kis telepet alapítottak. Később, 1528-ban az indián támadásoktól tartva egy jobban védhető új helyre, a Río Acelhuate bal partjára
költöztek át. A spanyolok által meghódított új tartomány a Salvador (Megváltó), a város pedig megkülönböztetésként a San Salvador (Szent Megváltó) nevet kapta.

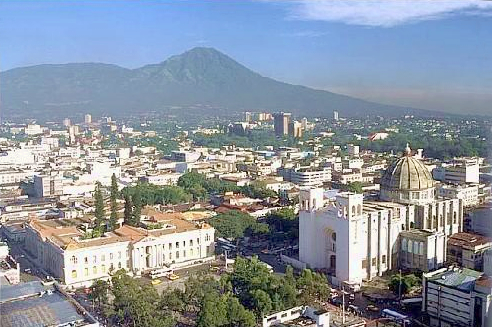
San Salvador látképe

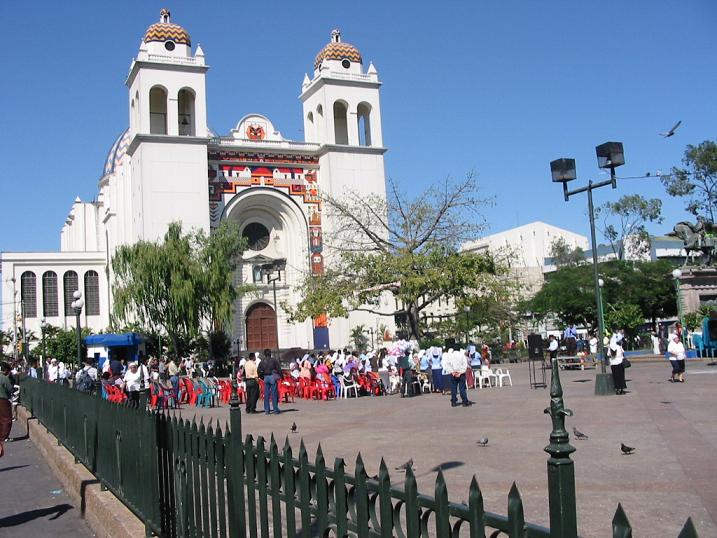
A San Salvador-i székesegyház

## San Salvador napjainkban
San Salvador Guatemalaváros után Közép-Amerika második legnépesebb városa. A városban jelentős a textilipar, valamint a szappangyártás. A városban az egy főre jutó GDP 10 000 amerikai dollár, szemben az ország egy főre vetített 4700 amerikai dolláros átlagával.

## Közlekedés
A város Salvador fő közlekedési központja. A városban van az ország mind a két fő nemzetközi repülőtere, melyek a következők:
- El Salvador nemzetközi repülőtér
- Ilopango nemzetközi repülőtér

## Nevezetességek
- Nemzeti Múzeuma - Itt helyezték el az országban feltárt legértékesebb maja leleteket.
- Nemzeti Palota (Palacio Nacional) - Neoreneszánsz stílusban épült 1904 és 1911 között.
- Nemzeti Színház - klasszicista stílusban épült az 1900-as évek elején.
- El Rosario-templom (Parque Libertad) - itt őrzik José Matías Delgadónak, a függetlenségi mozgalom atyjának hamvait.

## Képek

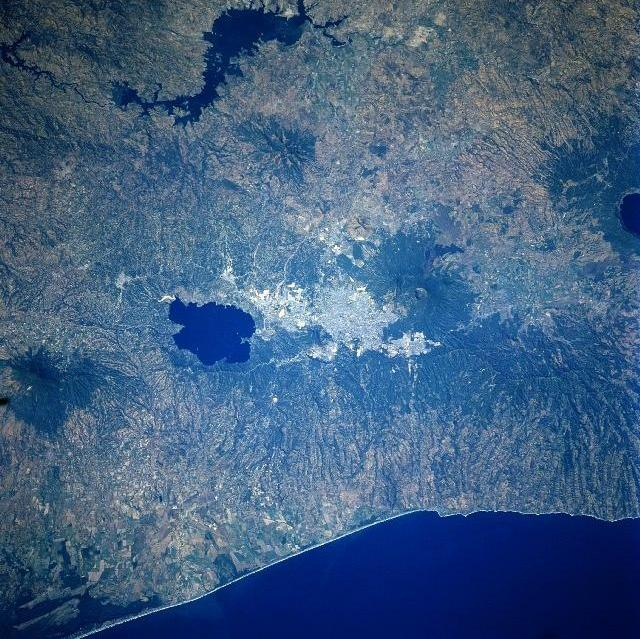
Salvador a világűrből 1997 januárjában
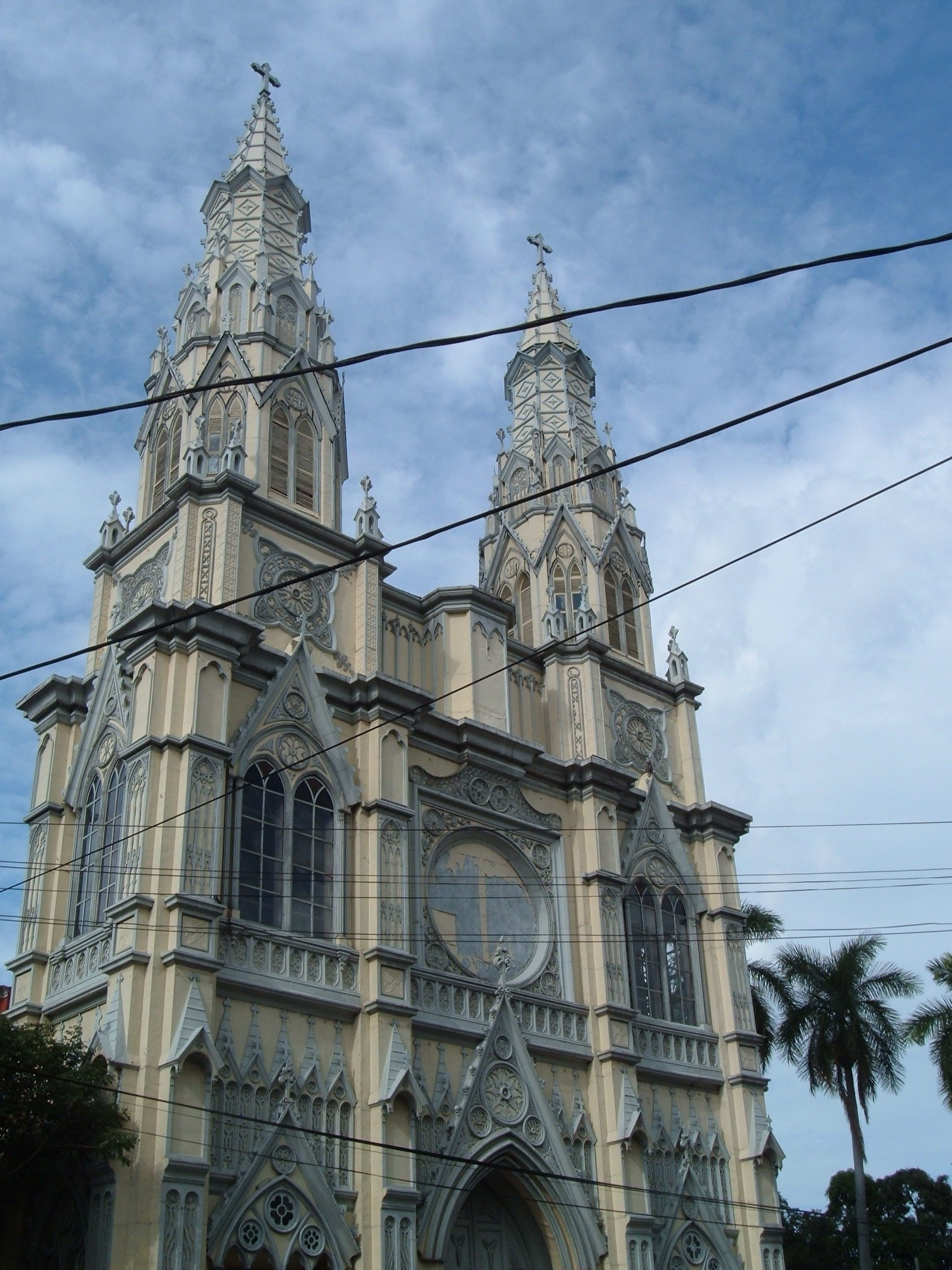
Sagrado-bazilika
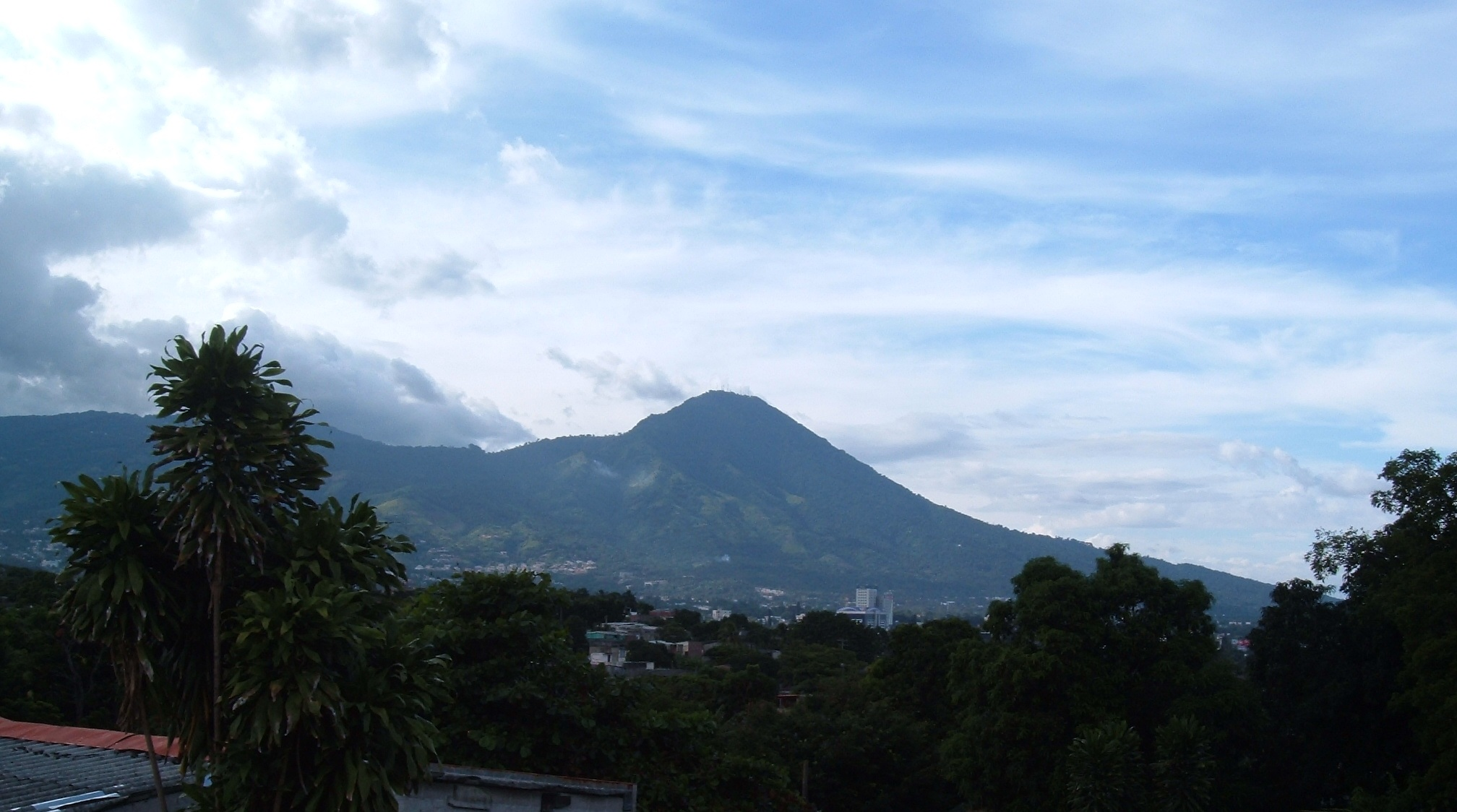
San Salvador látképe a vulkán kúpjával
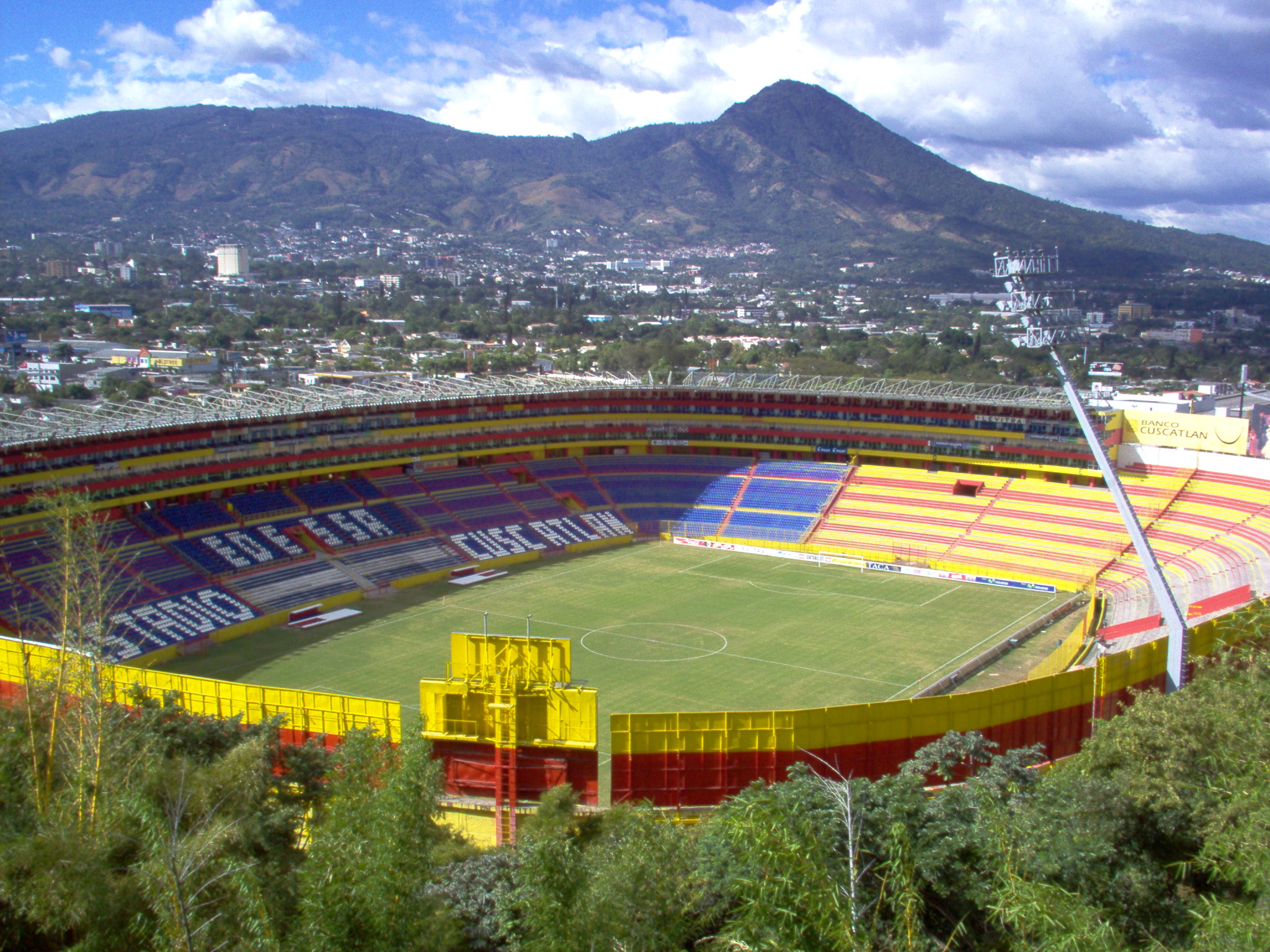
A stadion látképe